# Bernay-Neuvy-en-Champagne
Bernay-Neuvy-en-Champagne est une commune nouvelle française résultant de la fusion — au 1er janvier 2019 — des communes de Bernay-en-Champagne et Neuvy-en-Champagne, située dans le département de la Sarthe, en région Pays de la Loire.
Elle est peuplée de 768 habitants.
La commune fait partie de la province historique du Maine, et se situe dans la Champagne mancelle.

## Géographie

### Climat
Pour des articles plus généraux, voir Climat des Pays de la Loire et Climat de la Sarthe.
En 2010, le climat de la commune est de type climat océanique altéré, selon une étude du CNRS s'appuyant sur une série de données couvrant la période 1971-2000. En 2020, Météo-France publie une typologie des climats de la France métropolitaine dans laquelle la commune est exposée à un climat océanique et est dans la région climatique Moyenne vallée de la Loire, caractérisée par une bonne insolation (1 850 h/an) et un été peu pluvieux.
Pour la période 1971-2000, la température annuelle moyenne est de 10,9 °C, avec une amplitude thermique annuelle de 14,3 °C. Le cumul annuel moyen de précipitations est de 738 mm, avec 12,2 jours de précipitations en janvier et 7 jours en juillet. Pour la période 1991-2020, la température moyenne annuelle observée sur la station météorologique de Météo-France la plus proche, sur la commune de Rouessé-Vassé à 15 km à vol d'oiseau, est de 11,7 °C et le cumul annuel moyen de précipitations est de 806,9 mm,. Pour l'avenir, les paramètres climatiques de la commune estimés pour 2050 selon différents scénarios d'émission de gaz à effet de serre sont consultables sur un site dédié publié par Météo-France en novembre 2022.

## Urbanisme

### Typologie
Au 1er janvier 2024, Bernay-Neuvy-en-Champagne est catégorisée commune rurale à habitat dispersé, selon la nouvelle grille communale de densité à sept niveaux définie par l'Insee en 2022.
Elle est située hors unité urbaine. Par ailleurs la commune fait partie de l'aire d'attraction du Mans, dont elle est une commune de la couronne,. Cette aire, qui regroupe 144 communes, est catégorisée dans les aires de 200 000 à moins de 700 000 habitants,.

## Histoire
La commune est créée au 1er janvier 2019 par un arrêté préfectoral du 26 septembre 2018. Son chef-lieu est fixé à Neuvy-en-Champagne.

## Politique et administration

### Liste des maires
| Période | Période  | Identité      | Étiquette | Qualité    |
| ------- | -------- | ------------- | --------- | ---------- |
| 2019    | En cours | Vincent Hulot | SE        | Enseignant |

### Anciennes communes
| Nom                        | Code Insee | Intercommunalité                                  | Superficie (km2) | Population (dernière pop. légale) | Densité (hab./km2) |
| -------------------------- | ---------- | ------------------------------------------------- | ---------------- | --------------------------------- | ------------------ |
| Neuvy-en-Champagne (siège) | 72219      | CC de la Champagne Conlinoise et du Pays de Sillé | 14,79            | 370 (2016)                        | 25                 |
| Bernay-en-Champagne        | 72033      | CC de la Champagne Conlinoise et du Pays de Sillé | 10,34            | 491 (2016)                        | 47                 |

## Population et société

### Démographie
L'évolution du nombre d'habitants est connue à travers les recensements de la population effectués dans la commune depuis sa création.

En 2022, la commune comptait 768 habitants, en évolution de −10,8 % par rapport à 2016 (Sarthe : −0,25 %, France hors Mayotte : +2,11 %).
| 2016 | 2021 | 2022 |
| ---- | ---- | ---- |
| 861  | 794  | 768  |